# NFL Instant Replay
NFL Instant Replay is een videospel voor het platform Philips CD-i. Het spel werd uitgebracht in 1995. 